# Бартоломео делла Гатта
Бартоломео делла Гатта (итал. Bartolomeo della Gatta), настоящее имя Пьетро д’Антонио Деи (итал. Pietro di Antonio Dei; 1448, Флоренция — 1502, Ареццо) — итальянский художник и архитектор.

## Биография
В 1468 году следом за своим братом Николо вступил в орден Камальдулов, сменив имя на Бартоломео. Примерно в 1481 приглашён для участия в создании фресок Сикстинской капеллы.

## Галерея

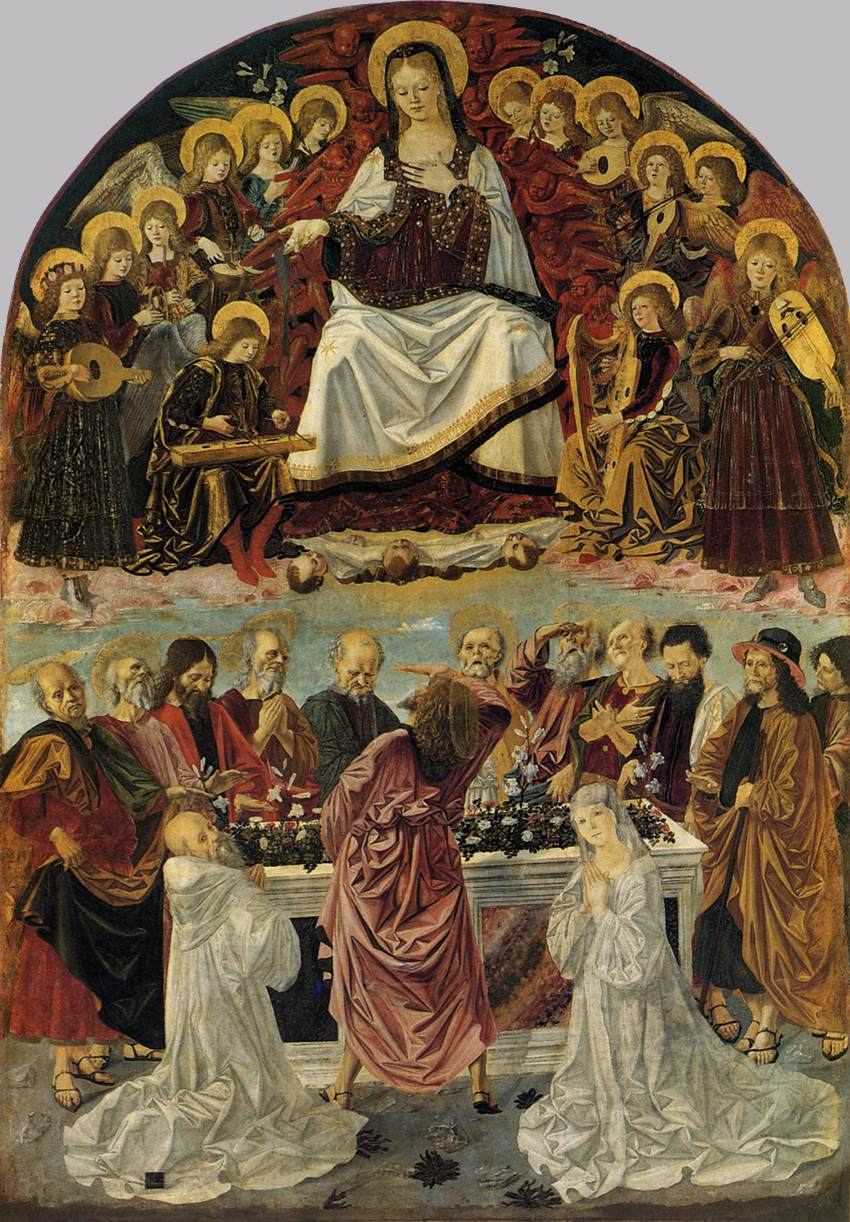
Успенская Богородица, ок. 1475 Musée diocésain (Cortone)
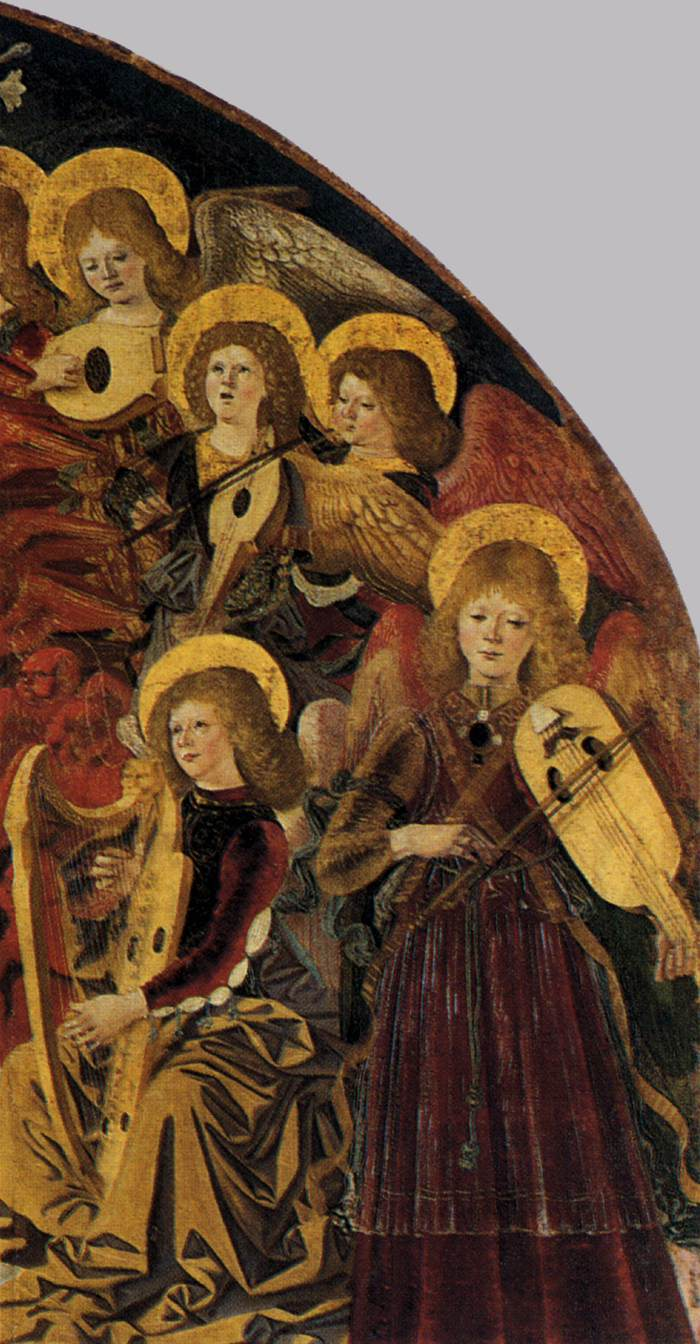
Успенская Богородица фрагмент
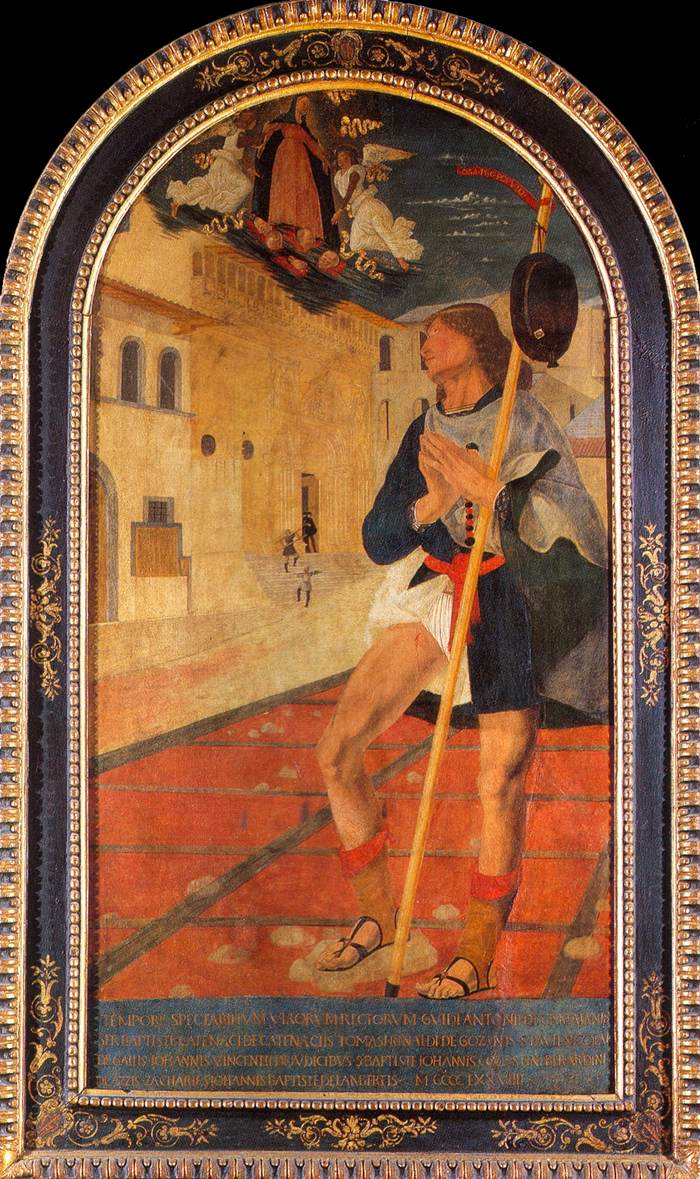
Св. Рох, 1479 Ареццо
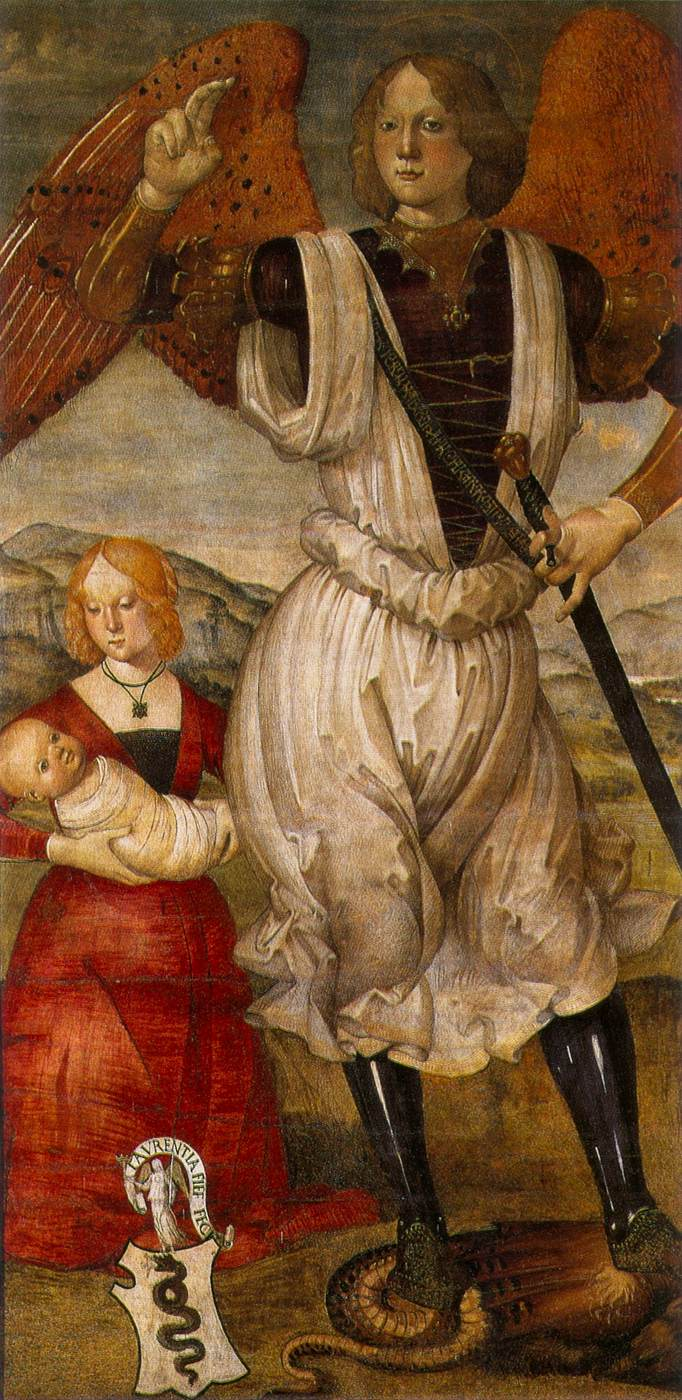
Святой Михаил Архангел (ок. 1480) Кастильон-Фьорентино
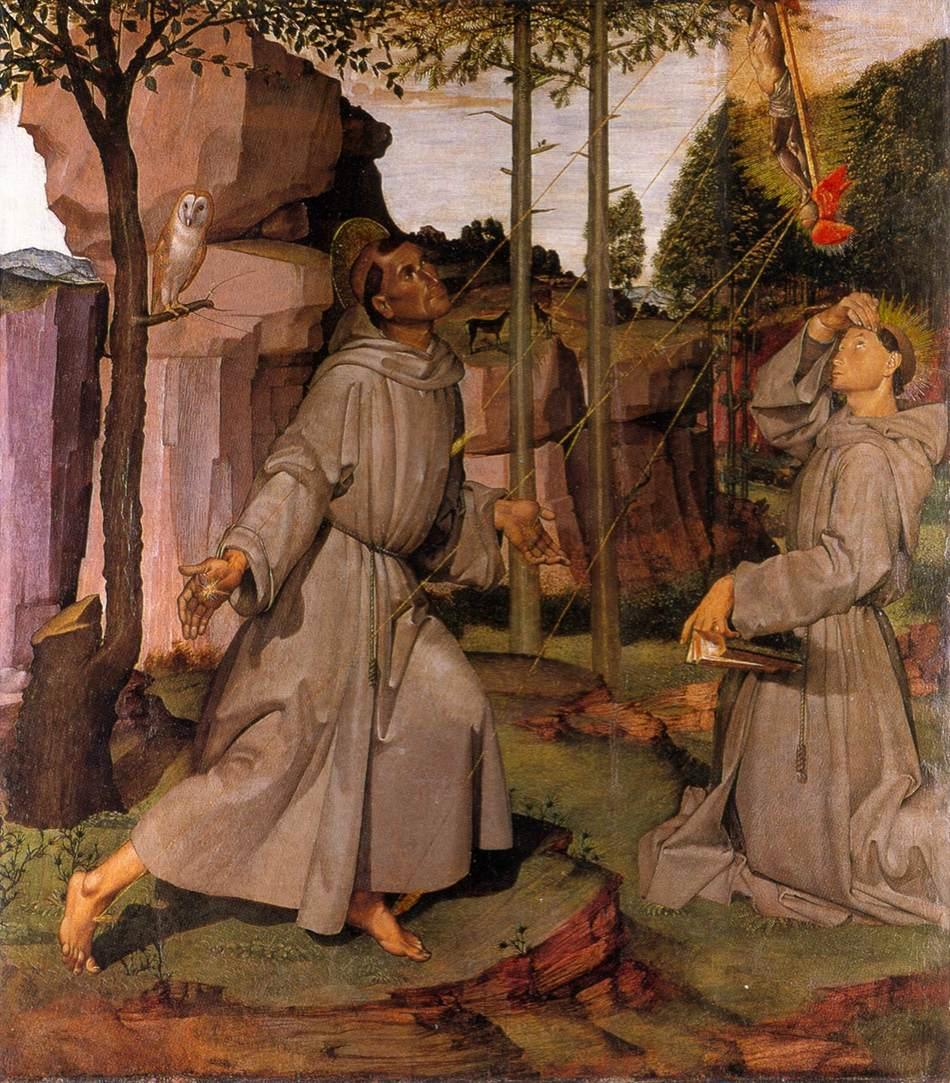
Стигматы Святого Франциска ок. 1487, Кастильон-Фьорентино
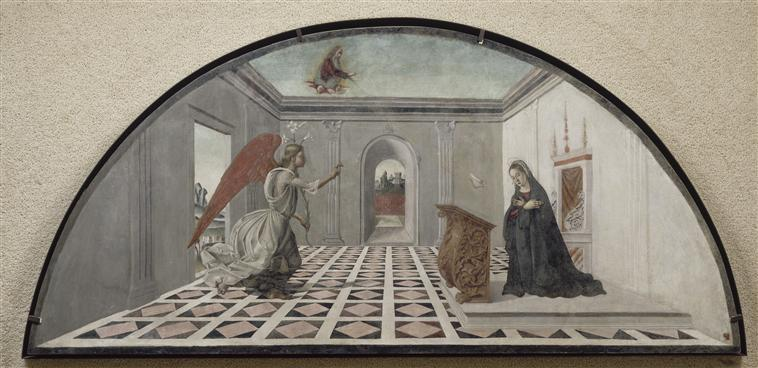
Благовещение ок. 1500, Авиньон